# 張倹 (遼)
張 倹（ちょう けん、963年 - 1053年）は、遼（契丹）の政治家。字は仲宝。本貫は幽州宛平県。

## 経歴
張雍と劉氏のあいだの子として生まれた。統和14年（996年）、進士に第一位で及第すると、雲州の幕官として召された。聖宗が雲中で狩猟したとき、節度使が張倹を推挙した。張倹は30あまりの事柄を聖宗に奏上して、重用されるようになった。
開泰元年（1012年）、政事舎人に任じられた。開泰2年（1013年）、枢密直学士となった。開泰3年（1014年）、工部侍郎・知制誥の位を加えられた。開泰4年（1015年）、参知政事・同知枢密院事に進んだ。開泰7年（1018年）、守司徒・中書令となった。太平5年（1025年）3月、武定軍節度使・同中書門下平章事として出向した。6月、彰国軍節度使に転じた。12月、大同軍節度使に移鎮した。太平6年（1026年）3月、召還されて南院枢密使となった。参知政事の呉叔達が張倹と協調できず、聖宗の怒りを買って康州刺史に左遷された。いっぽうの張倹は左丞相・中書令となった。
景福元年（1031年）、興宗が即位すると、太傅に任じられ、同徳功臣の称号を賜った。重熙元年（1032年）、太師となった。重熙4年（1035年）、尚父の位を加えられて、秦国公に封じられ、貞亮弘靖耆徳功臣の称号を賜った。重熙5年（1036年）、張倹の発案により、興宗が礼部貢院に幸して、みずから進士を試験した。重熙6年（1037年）、韓王に封じられた。重熙11年（1042年）、陳王に徙封された。
張倹は給与を親しい人々に分け与え、みずからは粗食粗衣の生活を送っていた。興宗は張倹の清貧をあわれみ、内府の布を取らせて、衣服を仕立てさせた。興宗は張倹の弟5人に進士及第の身分を賜ろうとしたが、張倹は固辞した。あるとき役人が8人の人物を盗賊として捕らえて処刑したが、後になって真犯人が捕らえられた。8人の家人が冤罪を訴えたので、張倹は再審理を求めた。興宗は再審を渋ったが、張倹の諫めを容れて8人の名誉を回復させた。張倹は宰相の位にあること20年あまり、一線を退くと邸に隠居した。
ときに北宋の信書に無礼な言葉があり、興宗は親征しようと考え、張倹の邸に幸して意見を聴取した。張倹は「ひとりの使者を派遣して詰問させればすむことを、なぜ遠方まで車駕を労することがありましょうか」と利害を説いて諫めたので、興宗は南征を取りやめた。重熙22年（1053年）、死去した。享年は91。勅命により宛平県に葬られた。

## 妻子

### 妻
- 于氏（斉国夫人、武清県令于澄の長女）

### 子
- 張禹称
- 張嗣甫
- 張嗣宗（衛尉少卿・軽車都尉）

### 女
- 長女（王景運の妻）
- 次女（鄭弘節の妻）

## 伝記資料
- 『遼史』巻80 列伝第10
- 張倹墓誌銘（『全遼文』巻6所収）